# نجع العكرمي
نجع العكرمي قرية في صعيد مصر، تابعة لقرية بئر عنبر، في محافظة قنا، وتتبع ادارياً مركز قفط، وقد سميت نجع العكرمي نسبة إلى العكارمة أو بني عكرمة. تعتمد القرية اقتصاديا على الزراعة بشكل رئيسي. وقديماً، كان يمر بالقرية طريق الجمالة، وهو طريق مشهور كان يستخدمه الحجاج للوصول إلى ميناء سفاجا في طريقهم إلى مكة.